# Pseudocercospora piperis
Pseudocercospora piperis är en svampart som först beskrevs av Narcisse Theophile Patouillard, och fick sitt nu gällande namn av Deighton 1976. Pseudocercospora piperis ingår i släktet Pseudocercospora och familjen Mycosphaerellaceae.   Inga underarter finns listade i Catalogue of Life.